# Liu Buchan
Liu Buchan (劉步蟾, 1852, 10 février 1895) est un amiral de la dynastie Qing, officier dans la flotte de Beiyang, la plus importante unité navale chinoise de l'époque. Il est surtout connu pour ses actions comme commandant du navire amiral Dingyuan (en) durant la première guerre sino-japonaise. Après sa mort et la destruction de son navire, il devient un héros national dans la Chine moderne.

## Biographie
Liu est né à Houguan dans la province du Fujian. Son père meurt avant sa naissance, et il est élevé par sa mère. En 1867, il réussit l'examen d'entrée à l'arsenal de Fuzhou et étudie à l'école navale fondée par Shen Baozhen. En 1871, il sert sur le navire d'entraînement Jianwei, et visite Amoy, Hong Kong, Singapour et la mer de Bohai. En 1872, avec les meilleurs notes, Liu est diplômé de la première classe de l'école de l'arsenal. En 1875, il est nommé commandant du navire d'entraînement Jianwei. En 1876, il est envoyé au Royaume-Uni pour approfondir sa formation, mais échoue à entrer au Old Royal Naval College. À la place, il est envoyé sur le navire HMS Hercules de la flotte britannique en Méditerranée en tant que second capitaine. Il retourne en Chine en 1878 et reçoit le commandement du Zhenbei dans la flotte de Beiyang.
En 1881, le vice-roi Li Hongzhang commande à un chantier naval allemand la construction de deux croiseurs (le Dingyuan et le Zhenyuan). Liu est envoyé comme superviseur de la construction, inspecte les navires, et prend livraison des deux navires terminés. En 1885, il est de retour en Chine à bord du Dingyuan avec le rang de commodore. En 1888, la flotte de Beiyang est officiellement créée. Liu participe à la rédaction de la charte de la flotte, et est promu commandant de l'aile droite de l'amiral. Le vice-roi Li est grandement impressionné par lui et l'une de ses missives secrètes à la cour impériale indique que « ses talents pourraient être d'une grande utilité ».
En 1890, la flotte de Beiyang visite Hong Kong. Lorsque l'amiral de la flotte Ding Ruchang quitte son navire, Liu fait retirer son drapeau et fait hisser le sien. L'officier britannique William Lang se plaint alors à Li Hongzhang. Dans la dispute qui s'ensuit, Li soutient Liu, et William Lang décide de quitter la flotte de Beiyang.
Dans les années précédant la première guerre sino-japonaise de 1894, Liu insiste plusieurs fois auprès de Li Hongzhang pour développer la flotte de Beiyang. Il souligne que le Japon est en pleine expansion avec sa marine, et que la flotte de Beiyang doit adopter un programme annuel pour ajouter de nouveaux navires. Cependant, Li Hongzhang se montre incapable de développer la flotte de Beiyang en raison des réalités de la politique de la cour. La guerre sino-japonaise éclate en 1894, et le 17 septembre de cette année, la flotte de Beiyang rencontre la flotte combinée japonaise sur la mer Jaune lors de la bataille du fleuve Yalou. Liu Buchan commande alors le Dingyuan, le plus puissant navire de la flotte. La bataille dure tout l'après-midi et le Dingyuan est touché à plusieurs reprises. L'amiral Ding Ruchang est sérieusement blessé au début de l'engagement et Liu assume le commandement de la flotte entière. Pour sa bravoure durant la bataille, Liu est promu amiral de réserve de la flotte après la bataille, et commande la flotte pendant que Ding Ruchang recouvre de ses blessures.
Peu de temps après, le 4 février 1895, les torpilleurs japonais lancent une attaque surprise sur la base de la flotte de Beiyang à Weihaiwei, durant laquelle le Dingyuan est touché et commence à prendre l'eau. Liu ordonne d'échouer le navire sur la berge et de continuer à tirer à l'artillerie. Le 9 février 1895, l'armée japonaise s'empare des batteries côtières, et pilonne le Dingyuan. Craignant que la base navale de l'île Liugong tombe, et que le Dingyuan soit capturé par l'ennemi, il ordonne de le saborder à l'explosif. La nuit suivante, il se suicide en avalant de l'opium. Le gouvernement Qing, en reconnaissance de ses services, l'élève au rang d'amiral de la flotte à titre posthume.

## Postérité
Au XXe siècle, sa vie a fait l'objet d'éloges et de critiques dans toutes sortes de livres. La critique vient principalement de William Tyler, un marin anglais du Dingyuan. Mais il est possible qu'il y ait eu une inimitié personnelle entre les deux hommes et les paroles de William Tyler ne peuvent être fiables. Mais il y eut deux critiques qui ont été globalement acceptée. Tout d'abord, Liu Buchan manquait d'expérience suffisante avant d'être nommé capitaine du Dingyuan et sa formation et son commandement sont jugés très mauvais. Deuxièmement, il était opiomane et en prenait très souvent, ce qui n'était pas un secret pour ses troupes.